# Cristian Petru Bălan
Cristian Petru Bălan (n. 27 iunie 1936, Sibiu) este un prozator, poet, dramaturg, publicist, editor, traducător și artist plastic român stabilit în Statele Unite ale Americii; profesor, membru titular al Uniunii Scriitorilor din România, al Academiei Româno-Americană de Științe și Arte și al Academiei Româno-Australiene.
Fost corespondent din Statele Unite ale Americii al posturilor de radio Vocea Americii și Europa Liberă, scriitorul este actualmente cunoscut mai ales pentru cele două lucrări, Enciclopedia Imnurilor de Stat ale țărilor lumii (Editura „Ploiești - Mileniul III” , 2008, cu prefața scrisă de Gheorghe Zamfir) și Ghid de conversație român-latin/ Latinum Romanicumque colloquii enchiridion, (primul ghid românesc de acest fel, Editura Premier, Ploiești, 2007). De asemenea, ca artist plastic, este autorul unui mare grup sculptural ”Mihai Eminescu-Veronica Micle”, prima combinație de acest fel, pusă pe același soclu, al primei replici din România a ”Statuii Libertății” din New York (de aprox. 3 m), ambele ridicate în centrul orașului Boldești-Scăieni, jud. Prahova, în anul 2014, a impunătoarei statuii de oțel „Rupătorul de geam”, precum și al bustului pilotului erou american Edward Butch O'Hare, pentru marele aeroport internațional "O'Hare" din Chicago.

## Biografie
Cristian Petru este fiul lui Tănase Bălan, profesor, și al Margaretei Bălan, învățătoare (născută Vasilescu).
Este căsătorit cu Dorina (născută Chivulescu), cosmetician-esteticiană și are două fiice, profesoare: Codrina, profesoară de limbile italiană-franceză, și Ozana Bălan-King, directoarea „Muzeului apelor” din Chicago. De asemenea, are doi nepoței: William King și Andrew King (elevi la școli publice.)  
În 1954, a absolvit liceul IL Caragiale din Ploiești, unde a fost coleg de clasă cu pictorul Vladimir Zamfirescu și cu scriitorii Bujor Nedelcovici, Mihai Negulescu și Corneliu Șerban.
A urmat Facultatea de Zootehnie din București din 1956. Și-a continuat studiile, absolvind Universitatea din București, Facultatea de română-istorie (1964), precum și Colegiul Harry S. Truman din Chicago (1989), cu bursă Pell Grant, pentru cursuri de artă.
În țară, timp de 26 de ani, a fost profesor gradul I de limba română, limba latină și istorie, la diferite școli generale și licee din județul Prahova și a fost directorul celei mai vechi școli din Ploiești (Școala nr. 3).

### Debut
La vârsta de 19 ani, a debutat cu versuri în ziarul „Flamura Prahovei”, apoi a continuat să publice versuri și proză ori articole de popularizare a științei în „România literară”, „România liberă”, „Flacăra”, „Magazin”, „Magazin istoric” și „Telegraful român”.
A purtat o bogată corespondență cu Dumitru Panaitescu-Perpessicius, cu poeta Otilia Cazimir, cu Gheorghe Eminescu, nepotul poetului Mihai Eminescu, cu scriitoarea Monica Lovinescu și cu Principesa Ileana, (Ileana a României), devenită Maica Alexandra.
În 1967, Studioul Cinematografic București i-a achiziționat scenariul de film „Geniu sublim”, conceput cu doi ani înainte, care descrie viața zbuciumată a lui Mihai Eminescu, de la naștere până la tragica lui moarte, proiectându-se realizarea unui film după el. În 1968 prezintă o documentată recenzie a cărții savantului fizician Basarab Nicolescu, „Ion Barbu - Cosmologia "Jocului secund“, ", în „Flamura Prahovei”, nr. 5096, 7 iulie 1968.
C.P. Bălan a scris analize literare ample și prefețele unor cărți de versuri apărute în țară, făcând prezentarea unor tinere poete talentate: Speranța Miron, cu volumul ei de poezii „La larme de l'argile”, în limba franceză, dedicat președintelui Franței, Jacques Chirac, cu o variantă în limba română, „Lacrima lutului” (editura „Pax aura mundi“, 2000, Galați) - și poetei Adina Sas-Simoniak, din Chicago, cu volumul „Perpendiculară pe un colț de nemurire“, apărut la editura „Multimedia” din Arad, în 2002.. Tot la Chicago, suburbia Niles, a prefațat cărțile poetului Dumitru Buhai, „Bucuria mântuirii” și „Pași spre fericire”, tipărite la editura locală Center Focus Publishing, în 2007, precum și prefețele altor scriitori debutanți.
În anul 1971, împreună cu ufologul Călin Turcu, a înființat Univers-Clubul de pe lângă Casa de cultură a sindicatelor din Ploiești.
Clubul devenise faimos în toată țara, prin studierea amănunțită a fenomenelor OZN și paranormale, prin simpozioanele lui cu publicul.
În organizarea activităților acestui club, CPB a fost ajutat de scriitorul Ion Hobana, de cosmonautul Dumitru Dorin Prunariu, de inventatorul Justin Capră, de acad. prof. dr. Eugen Macovski, de antropologul Cantemir Rișcuția, de prof. univ. dr. Ion Mânzatu ș.a. Clubul respectiv s-a desființat în 1990.
Ca pictor și sculptor amator, este autorul a numeroase icoane, al celui mai mare portret „Eminescu“ existent în țară, aflat pe frontispiciul Casei de cultură din Boldești-Scăieni din județul Prahova, al unei statui de aproape 2 m înălțime, intitulată „Îngerul judecății“, și postată sus, pe acoperișul unei capele din centrul orașului; al bustului lui Teodor Diamant, creatorul Falansterului de la Scăieni, al Lupoaicei Romane („Lupa Capitolina“), cu Romulus și Remus (îngerul și lupoaica, din păcate, au fost distruse de cutremurul din 1977, însă îngerul a fost reconstituit); al marii statui de oțel inox „Rupătorul de geam“ (6–7 m), înălțată la intrarea principală a Fabricii de Geamuri Scăieni, apoi mutată în centrul orașului, după dispariția fabricii; al picturilor religioase de pe fațada cimitirului din aceeași localitate; al portretului primului președinte austriac Karl Renner (1870-1950), de pe fațada bibliotecii din orașul austriac Gloggnitz, Nieder Õsterreich; este autor a două mari portrete religioase, în același oraș, pe fațada vilei compozitorului austriac Gustav Mahler, reprezentându-i pe Iisus și pe Fecioare Maria cu Pruncul, lucrări dedicate soldaților austrieci căzuți în cel de al doilea război mondial - picturi care au primit elogiul specialiștilor din Viena.
Pentru Colegiul Truman din Chicago, a mai sculptat portretul președinelui Truman și un bust al lui Eminescu.
Fotografiile cu sculpturile sunt reproduse în monografia orașului Boldești-Scăieni.
În urma persecuțiilor și amenințărilor organelor române de securitate, din perioada dictaturii comuniste, scriitorul s-a văzut silit să emigreze ilegal, în 1985, mai întâi în Austria, ca refugiat politic, stând zece luni in Lagărul de refugiați de la Treiskirchen, de unde s-a stabilit definitiv în Statele Unite (1986). Acolo i s-a acordat cetățenie americană.
În America, după câțiva ani de studii, s-a angrenat în lupta generală a intelectualilor români din lumea liberă împotriva comunismului, devenind cunoscut prin susținuta campanie de demascare a atrocităților regimului ceaușist, făcută atât prin intermediul presei libere din diaspora românească, dar mai cu seamă prin emisiuni și interviuri acordate posturilor de radio „Vocea Americii“ și „Europa liberă“.
La acesta din urmă i s-a transmis și un scurt interviu luat regelui Mihai I.
Mare răsunet a avut, în acea perioadă, articolul:„În România, condițiile pentru o revoluție populară sau pentru o schimbare deosebită sunt mai coapte ca oricând!“, publicat în ziarul „Micro Magazin“ din New York, la 2 aprilie 1989, în care autorul prezice și descrie cu exactitate revoluția, cu lupte de stradă, care va avea loc abia peste opt luni, precum și execuția la zid a dictatorilor.
De asemenea, în același ziar, articolul din 25 noiembrie 1989, intitulat „Domnule Ceaușescu, nu rămâne decât să demisionați!“, trimis și prin poștă fostului dictator, prin care îl avertiza limpede că va ajunge să fie judecat de un tribunal militar și condamnat la moarte.
Cristian Petru Bălan a înființat prima emisiune de televiziune în limba română pentru românii din Chicago, intitulată „Suflet românesc“, bogată în informații politice și cultural-artistice.
Tot la Chicago, în 1996, împreună cu Nicolae N. Manolescu, a editat ziarul „Datoria românească“, publicație care apare și astăzi, cu unele mici intermitențe, și unde este redactor-șef adjunct.
În două din marile ziare românești din America - „Meridianul românesc”, din California, și „Romanian Tribune”, din Chicago - scriitorul este menționat în colegiul redacțional.
Erau foarte apreciate programele literare săptămânale prezentate de scriitor la postul local de radio „Mândră Românie“ din metropola Chicago.
După căderea regimului comunist din țară, a intervievat, pentru TV, câteva mari personalități ale culturii românești, printre care memorabilele interviuri luate scriitorului Octavian Paler și actorilor Dem Rădulescu și Mircea Crișan, cât și alte interviuri luate unei serii întregi de artiști români de teatru și film, interpreți de muzică populară și ușoară, sportivi etc. În perioada când cerceta fenomene teofanice insolite, a intervievat pe câțiva vizionari români și străini, deplasându-se să-i întâlnească pe aceștia la fața locului (pe Petrache Lupu, la Maglavid, pe Fecioara de la Parepa, la Parepa-Rușani, Prahova, pe cei șase vestiți vizionari ai aparițiilor marianice - Jakov Čolo, Ivan Dragiceviċ, Mirjana Dragiceviċ, Ivanka Ivankoviċ, Vicka Ivankoviċ și Marija Pavloviċ - la Medjugorje (Međugorje), Bosnia-Herțegovina, publicând interviurile luate.
La Chicago a funcționat ca asistent la Truman College, lucrând îndeosebi cu studenții străini.
Tot în acea metropolă, a funcționat ca profesor de limba română la Institutul de limbi străine „Berlitz“, apoi s-a stabilit la Wheaton, Illinois, unde a fost mai mulți ani editor la „Societatea Misionară Română-SMR“, până la transferarea acesteia în România.
Aici a lucrat în colectivul de redactare a „Marelui Dicționar Biblic“, de 1354 de pagini, primul mare dicționar biblic românesc, apărut la editura „Cartea Creștină“ din Oradea.
După serviciul de la SMR din Wheaton, a fost solicitat ca traducător pentru limbile franceză, spaniolă, portugheză, italiană și rusă la marea companie americană „Floral Transworld Delivery“ din Downers Grove, Illinois.
Tot ca traducător, a funcționat și la Societatea Americană de Telefoane Internaționale „FoneTel“, din Chicago.
În prezent, scriitorul este pensionar și, după ce a locuit succesiv, la Sibiu, Râu de Mori, Hunedoara (lângă Hațeg), Ceptura, Prahova, Scăieni, Prahova, București, Ploiești, orașul Boldești-Scăieni, în județul Prahova (în acest oraș, unde Cristian Petru Bălan a botezat toate străzile la fondarea lui, în 1968, și-a recăpătat locuința ce-i fusese confiscată de regimul comunist), orașul Gloggnitz-Nieder Österreich (Austria), apoi la Chicago și Wheaton, după atâtea perindări, s-a stabilit cu familia la Glen Ellyn, statul Illinois, într-o casă proprie.
A continuat să publice articole politice, proză și versuri în diferite reviste („Lumea liberă“, „Universul“, „Cuvântul românesc“, „Meridianul românesc“, „Luceafărul românesc“, „Romanian Tribune“, „Datoria românească“, „Transilvania“ (din Mǘnchen), „Telegraful român“ (din Sibiu), almanahul „Femeia”, pe anul 1999, din București, „Revista de parapsihologie”, București, „Observatorul” (din Toronto, Canada), „Curentul internațional“, „Solia“, „Impact“, „ARA Journal“, „Ziua“, „Lumină lină“, „ZUM“, „Arcada“, „Exodus“, „Orizont creștin“ etc., etc.).
Din noiembrie 2007, este director fondator al gazetei „Armonia”, organ independent al orașului Boldești-Scăieni, jud. Prahova, unde a fost declarat primul cetățean de onoare al localității. Este redactor șef-adjunct la gazeta „Datoria românească“ din Chicago, redactor asociat în colegiul redacțional al gazetelor „Meridianul Românesc“ din California, „Constelații diamantine“ din Craiova, „Armonii culturale“ (membru de onoare), din Adjud și „Regatul Cuvântului“, din Craiova (membru de onoare). Pentru activitățile depuse, „University of New Mexico - Gallup Branch”, în anul 2009, i-a conferit o Diplomă de Aprecieri, venită din partea savantului de origine română, Prof. Dr. Florentin Smarandache, propus pentru Premiul Nobel.
CPB a călătorit mult pe mapamond, descriind țările vizitate (Noua Zeelandă, Australia, Canada, Hong Kong, Macao, Israel, Hawaii ș.a).

## Publicații
A scris și publicat patru romane: „Dincolo de curcubeu“ (carte recomandată de „Vocea Americii“, care a apărut și în România, într-o ediție piratată, fără consimțământul autorului), „Zborul destinului“, „Oaspeții din Elizeu“ și “Răzbunătorii“ (Romanul luptei împotriva corupției din România; Ed. Premier, Ploiești, 2010). În 2006 a publicat în țară două piese de teatru, „Ispită si virtute“ (Una storia veneziana) și drama de inspirație biblică "Neprihănitul Iov", propuse pentru „Teatrul de Stat Toma Caragiu“ din Ploiești, precum și un volum de versuri, „Stindarde transparente“. În 2007 a publicat la Ploiești o foarte documentată monografie a orașului prahovean Boldești-Scăieni, bogat ilustrată și, în același an, a dat la iveală, pentru prima dată în România, a unui „Ghid de conversație român-latin”. Ca pictor de icoane și biserici, precum și ca sculptor, are lucrări expuse public în orașul Boldești-Scăieni, județul Prahova, și în orașul Gloggnitz, Austria.

## Cărți publicate
- Dincolo de curcubeu (Roman politic și religios, 406 pag.; Ed. North America, Chicago, 1992).
- Dincolo de curcubeu (Roman politic și religios, 397 pag.; Ed. Stef, Iași, 2019.  cu o prefață amplă de  Cezarina Adamescu, critic literar.
- Rezistența anticomunistă în Boldești-Scăieni,  Editura Stef, Iași, 2019.
- Amplificările tăcerii (Poeme, Ed. Liberty, New York, 1993).
- Viața lui Iisus (Prezentată în secvențe istorice și cronologice; Ed. Holy Cross, San Francisco, 1993).
- Dicționarul partidelor politice din România (Ed. Yellow Bird, Chicago, 1993).
- Dicționarul criminalilor politici comuniști din România (Ed. White Wings, Glen Ellyn, Illinois, USA, 1995).
- Un dicționar al eroilor căzuți victime ale comunismului în România (Ed. Yellow Bird, Chicago, 1993).
- Nestinsa lumină (Ed. Atlantic World, Washington D.C., 1993).
- Stropi de rouă (Colecție de poezii pentru copii. Volum colectiv, editat de A.B.R., USA, Chicago, 1987).
- Visuri cosmice (Poeme spațiale; Ed. California, Hollywood, USA, 1994).
- Visuri cosmice (Poeme spațiale)  Reeditare la  Editura Stef, Iași, 2019..
- Cioburi de cristal (4000 de maxime și cugetări, scrise între 1955-1981, cu prefețe de Acad. D. Panaitescu-Perpessicius și M.N. Rusu. Ed. Phoenix, Glen Ellyn, Illinois, USA, 1996).
- Cioburi de cristal (4000 de maxime și cugetări, scrise între 1955-1981, cu prefețe de Acad. D. Panaitescu-Perpessicius și M.N. Rusu. Reeditare revăzută. Editura Stef, Iași, 2017, cu o prefață amplă de  Cezarina Adamescu, critic literar.
- Vagabond pe mapamond (Jurnal de călătorii în Hong Kong, Noua Zeelandă și Australia; Ed. Windows, Glen Ellyn, Illinois, 2003).
- Zborul destinului, (roman; Ed. Eminescu, București, 2003).
- Oaspeții din Elizeu, (roman; Ed. Eminescu, 2004).
- Stindarde transparente (poeme), Editura Premier, Ploiești.
- Monografia orașului Boldești-Scăieni, (Monografia unui oraș prahovean; Ed. Premier, Ploiești, 2007).
- Ghid de conversație român-latin/ Latinum Romanicumque colloquii enchiridion , (Primul ghid românesc de acest fel; Ed. Premier, Ploiești, 2007).
- Tridirame (3D - un album color cu figuri grafice plane computerizate, care, privite dintr-un anumit unghi, apar în relief; Ed. White Fox, Glen Ellyn, 2008).
- Enciclopedia imnurilor de stat ale țărilor lumii, Editura Ploiești, Mileniul III, 2008.
- Imnurile țărilor din Uniunea Europeană, carte editată de Consiliul județean Prahova și de Biblioteca județeană „Nicolae Iorga”, Ploiești, 2008.
- Eros-Sonete (Sonete în stil clasic), Editura Eminescu, București, 2009.
- Răzbunătorii, (Romanul luptei împotriva corupției din România; Ed. Premier, Ploiești, 2010).
- Eminescu și universul folcloric românesc/ (Influența literaturii populare în viața și opera lui Mihai Eminescu), Ed. Premier, Ploiești, 2011).
- Justin Capră, unul dintre marii inventatori români și universali ai secolului nostru, Ed. Ploiești-Mileniul III, 2012.
- Să apropiem Cerul de pământ/ (Dialog religios între doi scriitori de religii creștine diferite), Ed. Armonii Culturale, Adjud, 2012).
- Comori de vise/ (Antologie Universală Armonii Culturale, editată de Gheorghe A. Stroia, directorul Editurii Armonii Culturale, împreună cu Cristian Petru Bălan și Mariana Zavati Gardner, Ed. 'Armonii Culturale, Adjud, 2012).
- Meridiane lirice - antologia universală a poeziei românești contemporane, (832 de pagini cuprinzând 124 de poeți contemporani), Ed. 'Armonii Culturale, Adjud, 2012).
- Conexiuni (poeme), Ed. Armonii Culturale, Adjud, 2013.
- Antologie de proză contemporană românească, Ed. Armonii Culturale - EPOSS MERIDIANE, Adjud, 2013.
- Interviu cu Alfred Nobel (interviuri, cronici și critici literare), Ed.  Armonii  Culturale, Adjud, 2016.
- Ecoul darurilor (Referințe critice despre cărțile scriitorului Cristian Petru Bălan), Editura Stef, Iași, 2019.
- Nemărginiri  (versuri), Editura Stef, Iași, 2019.
- Urme pe cer - sculpturile și picturile scriitorului Cristian Petru Bălan - Editura Armonii Culturale, Adjud, 2019.
- Transformări  (proză și versuri), Editura Ștef, Iași, 2019.

## Teatru
- Ispită și virtute, Editura MSM, București, 2006.
- Ispită și virtute (ediție revăzută), Editura Armonii culturale, Adjud, 2018.
- Neprihănitul Iov, Editura MSM, București, 2006.

## Scenarii de film
- Geniu sublim (Viața lui Mihai Eminescu, un scenariu de film scris în 1965/66 și contractat cu Cinematografia Română, Studiourile Cinematografice Buftea, în 1967); Editura Western, Chicago, 1996).
- Geniu sublim (Viața lui Mihai Eminescu, un scenariu de film scris în 1965/66 și contractat cu Cinematografia Română, Studiourile Cinematografice Buftea, în 1967); Reeditare la Editura Stef, Iași, 2019, cu o prefață amplă de  Cezarina Adamescu, critic literar.
- Disperation Aboard (scenariu în limba engleză despre refugiații vietnamezi; Ed. Western, Chicago, 1996).

## Muzicologie
- Enciclopedia imnurilor de stat ale țărilor lumii, Editura Ploiești, Mileniul III, 2008.
- Imnurile țărilor din Uniunea Europeană, editată de Consiliul județean Prahova și de Biblioteca județeană „Nicolae Iorga”, Ploiești, 2008.

## Volume publicate în România
- Zborul destinului (roman, Ed. Eminescu, București, 2003).
- Oaspeții din Elizeu (roman, Ed. Eminescu, București, 2004).
- Stindarde transparente (poeme, Ed. Premier, Ploiești, 2006).
- Teatru: „Ispita și virtute”; „Neprihănăitul Iov”, (Două drame; Ed. MSM, București, 2006).
- Monografia orașului Boldești-Scăieni, (monografie, Ed. Premier, Ploiești, 2007).
- Ghid de conversație român-latin/Latinum Romanicumque colloquii enchiridion  (primul ghid de acest fel, Ed. Premier, Ploiești, 2007).
- Enciclopedia imnurilor de stat ale țărilor lumii, Editura Ploiești, Mileniul III, 2008.
- Imnurile țărilor din Uniunea Europeană, carte editată de Consiliul județean Prahova și de Biblioteca județeană „Nicolae Iorga”, Ploiești, 2008.
- Eros-Sonete (Sonete în stil clasic), Editura Eminescu, București, 2009.
- Răzbunătorii, (Romanul luptei împotriva corupției din România; Ed. Premier, Ploiești, 2010).
- Eminescu și universul folcloric românesc/ (Influența literaturii populare în viața și opera lui Mihai Eminescu), Ed. Premier, Ploiești, 2011).
- Justin Capră, unul dintre marii inventatori români și universali ai secolului nostru, Ed. Ploiești-Mileniul III, 2012.
- Să apropiem Cerul de pământ/ (Dialog religios între doi scriitori de religii creștine diferite), Ed. Armonii Culturale, Adjud, 2012).
- Comori de vise/ (Antologie Universală Armonii Culturale, editată de Gheorghe A. Stroia, directorul Editurii Armonii Culturale, împreună cu Cristian Petru Bălan și Mariana Zavati Gardner, Ed. 'Armonii Culturale, Adjud, 2012).
- Meridiane lirice - antologia universală a poeziei românești contemporane, (832 de pagini cuprinzând 124 de poeți contemporani), Ed. 'Armonii Culturale, Adjud, 2012).
- Conexiuni (poeme), Ed. Armonii Culturale, Adjud, 2013. (Și altele).

## Editări
Cristian Petru Bălan a fost editorul unor publicații ale Academiei Româno-Americane de Arte și Științe (ARA):
Jurnalele Academiei Române (ARA), Editura ARA, California, numerele 21-22, pe anii 1996/97, și nr. 23-24, pe anii 1998/99. De asemenea, în 1994 , a prefațat și publicat o nouă ediție a volumului de versuri „Stropi de rouă“, de Vasile Militaru, la „Yellow Bird Publishing“ din Chicago.